# Шехветила
Шехветила (груз. შეხვეტილა) — село в Грузии, на территории Тетрицкаройского муниципалитета края (мхаре) Квемо-Картли.

## География
Село находится в юго-восточной части Грузии, на правом берегу реки Алгети, на расстоянии приблизительно 20 километров (по прямой) к северо-западу от города Тетри-Цкаро, административного центра муниципалитета. Абсолютная высота — 1315 метров над уровнем моря.

## Население
По результатам официальной переписи населения 2014 года в Шехветиле проживало 19 человек (11 мужчин и 8 женщин). В национальной структуре населения грузины составляли 89,5 %.
| Год  | Население, человек |
| ---- | ------------------ |
| 2002 | 36                 |
| 2014 | ↘ 19               |